# Arthur Holmes Howell
Arthur Holmes Howell (Lake Grove, 3 maggio 1872 – 10 luglio 1940) è stato uno zoologo statunitense, noto soprattutto per gli studi sul campo di varie specie di mammiferi e uccelli di Alabama, Arkansas, Florida, Georgia, Illinois, Kentucky, Louisiana, Missouri, Montana, Nuovo Messico e Texas.
Nel 1889 divenne membro dell'Unione Ornitologica Americana. A partire dal 1895 accompagnò Vernon Bailey come assistente di campo nei suoi viaggi in Montana, Idaho, Stato di Washington e Oregon.
Howell descrisse per la prima volta alcune nuove specie di mammiferi e uccelli, come il pipistrello grigio (Myotis grisescens), il passero costiero di Capo Sable (Ammodramus maritimus mirabilis) e il tamia dalla coda rossa (Tamias ruficaudatus). Nel 1898 visitò l'isola di Great Gull, confermando l'estinzione della locale popolazione di arvicola dei prati (Microtus pennsylvanicus).
Howell pubblicò 118 lavori, tra i quali Birds of Arkansas (1911), Birds of Alabama (1924) e Florida bird life (1932)